# 中华人民共和国邮电部
中华人民共和国邮电部是统一管理中华人民共和国的邮政和电信的国务院的一个部门，已于1998年撤销。

## 历史
建立于1954年9月，前身是组建于1949年10月的中央人民政府邮电部。1955年院系调整后成立专门的北京邮电学院，1957年仿照东欧集团成立邮电科学研究院。
1969年11月5日，《国务院、中央军委转发铁道部、交通部、邮电部军管会、通信兵部关于邮电体制改革的意见（69）国发文40号》，将邮电部的电信、邮政从中央到基层都分开，电信部分划归军队领导，邮政部分与交通部门合并。划归军队领导的事业、企业单位近三万个，职工约二十万人，各种电台五千八百余部，长途干线十五万杆公里，县以下线路一百五十七万杆公里，国际电路一百一十条（直通三十六个国家）；与交通部门合并的邮政职工约二十万人，邮路总长一百四十万公里，火车邮厢二百辆，邮政汽车一千七百余辆。电信部分成立一个电信总局，管理电信业务，为便于对外联系，称“中华人民共和国电信总局”；邮政部分成立一个邮政总局，管理邮政业务。省以下各级邮电部门撤销后，电信部分成立电信局（冠以行政区地名）；邮政部分与交通部门合并。基层单位一律成立邮局。邮电基层营业点从方便群众出发，可以合署营业，可以互相代办业务；在不增加人员和基建的原则下，也可以分开营业。
1998年3月，第九届全国人民代表大会第一次会议批准国务院机构改革方案，在邮电部和电子工业部的基础上建立信息产业部，国家邮政局为其管理的国家局。邮电部从此被正式撤销，其職能由信息產業部與國家郵政局接管。2008年，信息產業部再併入工业和信息化部。

## 机构设置

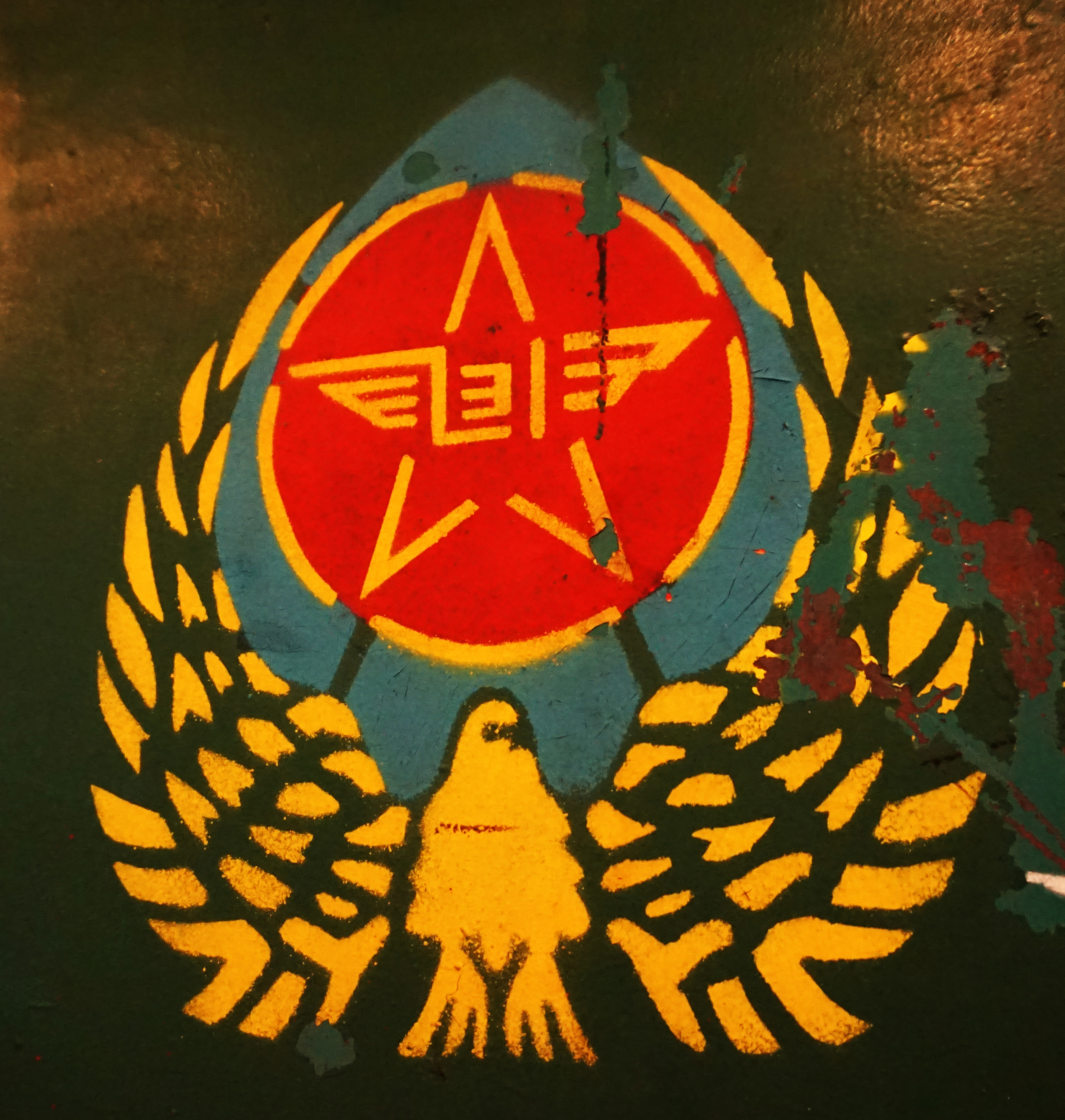
带有大雁的邮电徽

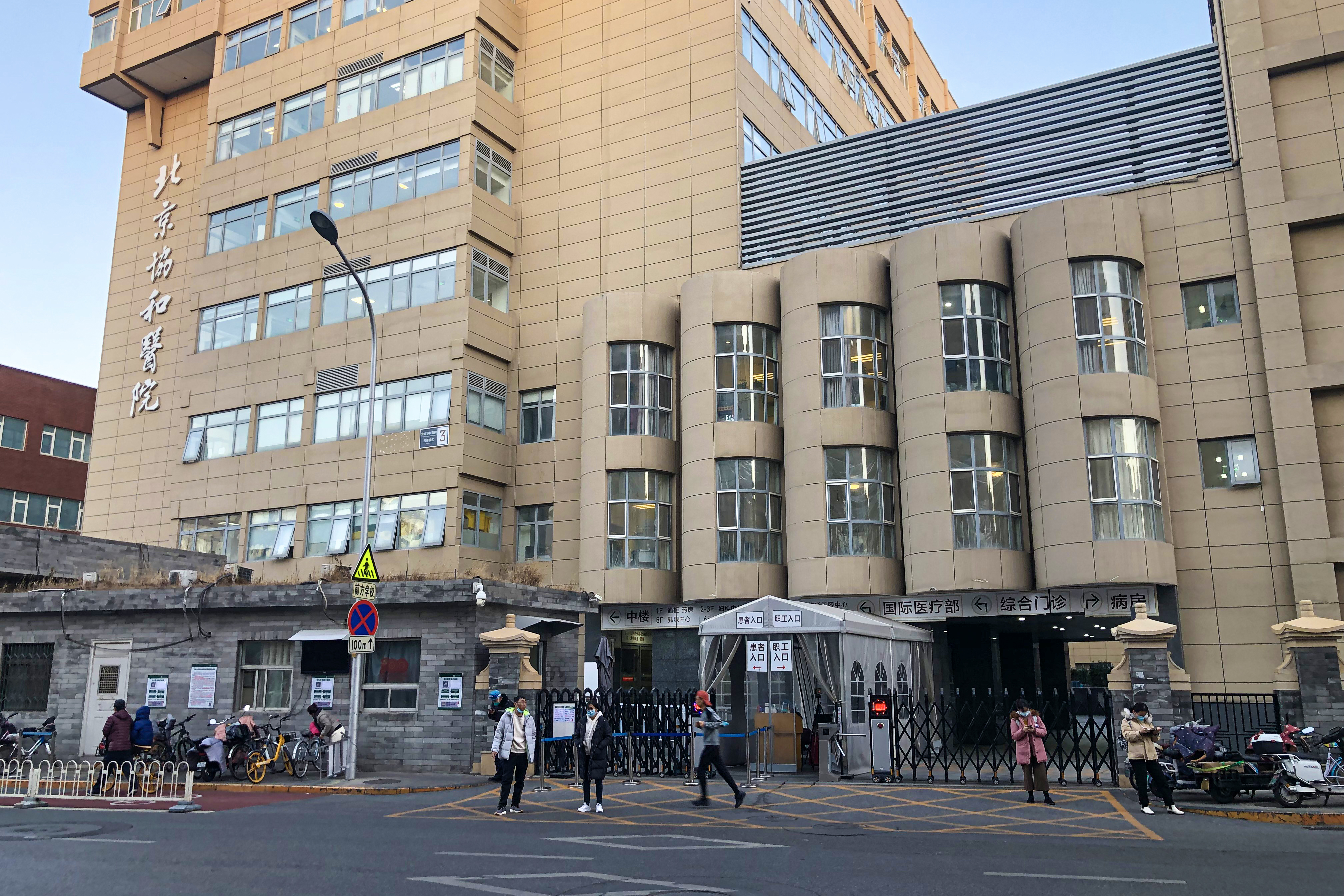
北京协和医院西单院区原为邮电部下辖的邮电总医院

### 部机关内设机构
- 办公厅（办公室、部长办公室、新闻处、综合处、文书处、档案处、信访处、保密办公室）
- 政策法规司（综合处、法规处、体制改革处、台湾事务处、复议应诉处）
- 人事司（综合处、考核任免处、编制调配处、专业人事处、机关人事处）
- 劳动工资司（综合处、劳动组织处、工资处、劳动保险处）
- 安全保卫司（综合处、一处、二处、三处）
- 行政司（办公室、计划财务处、基本建设处、综合管理处、疗休卫生处、房屋资产处、接待处）
- 教育司（综合处、学校教育处、职工教育处、思想教育处）
- 通信司（综合处、电信处、邮政处）
- 计划司（综合计划处、规划处、引进计划处、统计处、固定资产投资计划处）
- 经营财务司（综合处、经营处、资金资产管理处、基建事业财务处、会计处）
- 科学技术司（综合处、计划处、标准处、成果专利处、国际合作司）
- 基本建设司（综合处、设计施工管理处、工程监理处、抗震环保办公室）
- 外事司（综合办公室、国际关系处、国际邮政组织处、国际电信组织处、经济技术合作处）
- 邮政总局（办公室、视察室、经营处、国内业务处、国际业务处、机要通信处、技术处、邮票处）
- 电信总局（综合办公室、经营处、计划工程处、国内通信处、国际通信处、机要电信处、农村电话处、移动通信处、无线电管理处、有线设备维护处、无线设备维护处、交换设备维护处、战备办公室）

## 历任部长
1. 朱學範
2. 钟夫翔
3. 王子纲
4. 文敏生
5. 杨泰芳
6. 吳基傳